# Johan Silfält
Johan Silfält (12 ottobre 1996) è un ex sciatore alpino svedese.

## Biografia
Specialista delle prove tecniche attivo dal dicembre del 2011, Johan Silfält ha esordito in Coppa Europa il 2 dicembre 2020 a Gurgl in slalom gigante e in Coppa del Mondo il 23 ottobre 2022 a Sölden nella medesima specialità (sua unica gara nel massimo circuito), in entrambi i casi senza completare la prova; ha conquistato il miglior risultato in Coppa Europa il 7 febbraio 2023 a Folgaria in slalom gigante (44º), alla sua ultima gara nel circuito continentale, e si è ritirato al termine di quella stessa stagione 2022-2023. Non ha preso parte a rassegne olimpiche o iridate.

## Palmarès

### Campionati svedesi
- 1 medaglia:
  - 1 argento (slalom gigante nel 2022)